# Gaaibaai
Gaaibaai was een Nederlandse gagstrip van Willem Ritstier die eerst in de Eppo Wordt Vervolgd en daarna in de Eppo verscheen. De strip gaat over een papegaai genaamd Foppe. Van Gaaibaai verschenen twee albums.

## Albums
1. Foppe Is Niet Te Stuiten
2. Foppe Slaat Door